# Zhao Xintong

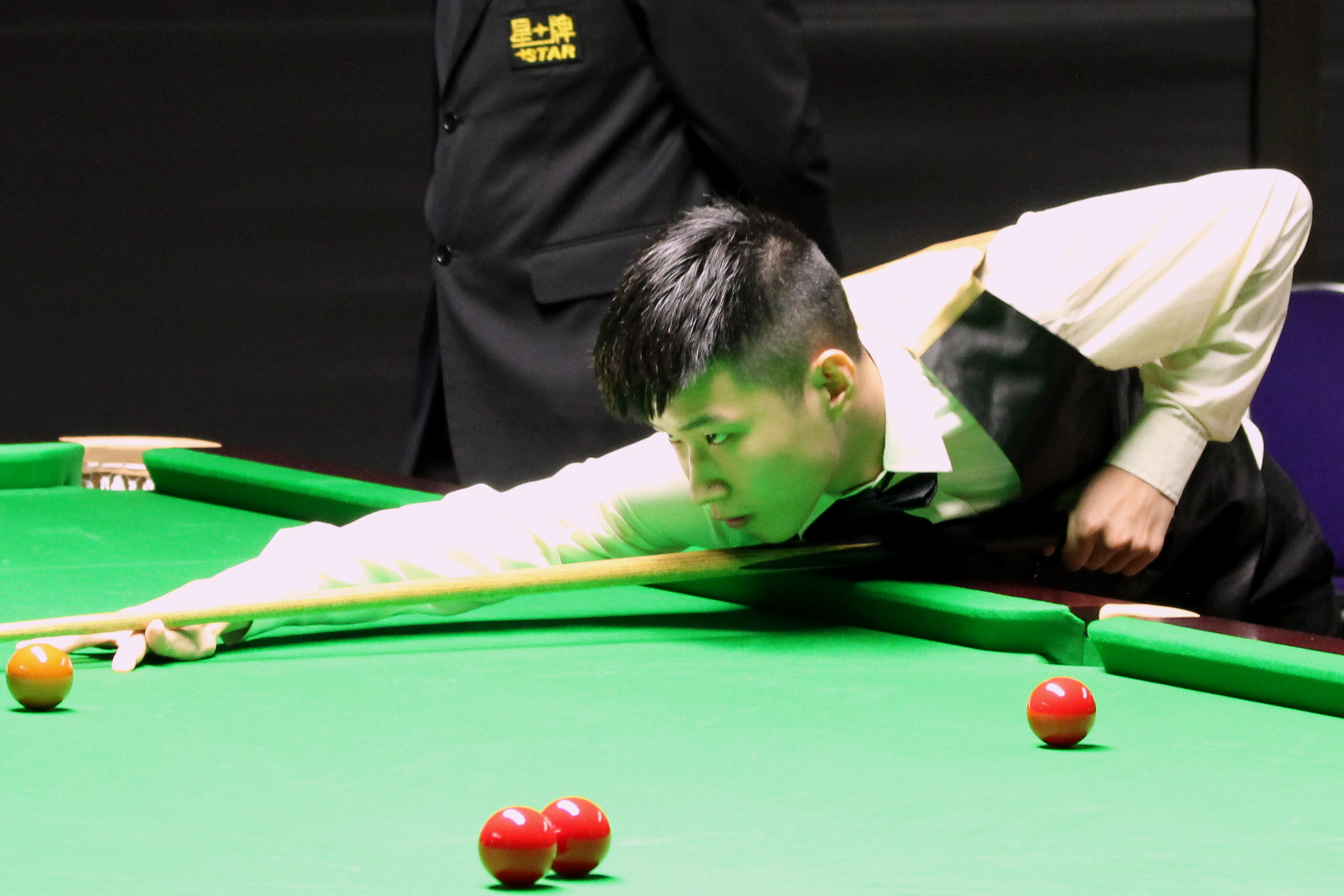
Zhao Xintong 2016

Zhao Xintong (赵心童), född 3 april 1997, är en kinesisk professionell snookerspelare.

## Karriär
Zhao Xintong som blev professionell 2016 hade innan säsongen 2025 vunnit två rankingklassade turneringar, UK Championship år 2021 och German Masters år 2022. 2025 besegrade han Ronnie O'Sullivan i semifinalen i VM. I finalen slog han Mark Williams med 18-12, och blev den första kinesiska vinnaren av VM. 